# Медісон (селище, Нью-Йорк)
Медісон (англ. Madison) — селище (англ. village) в США, в окрузі Медісон штату Нью-Йорк. Населення — 311 особа (2020).

## Географія
Медісон розташований за координатами 42°53′51″ пн. ш. 75°30′44″ зх. д. / 42.89750° пн. ш. 75.51222° зх. д. (42.897531, -75.512144).  За даними Бюро перепису населення США в 2010 році селище мало площу 1,30 км², уся площа — суходіл.

## Демографія
Згідно з переписом 2010 року, у селищі мешкало 305 осіб у 131 домогосподарстві у складі 74 родин. Густота населення становила 235 осіб/км².  Було 148 помешкань (114/км²).
Расовий склад населення:
| - 99,7 % — білих |

До двох чи більше рас належало 0,3 %. Частка іспаномовних становила 0,3 % від усіх жителів.
За віковим діапазоном населення розподілялося таким чином: 20,7 % — особи молодші 18 років, 64,5 % — особи у віці 18—64 років, 14,8 % — особи у віці 65 років та старші. Медіана віку мешканця становила 38,9 року. На 100 осіб жіночої статі у селищі припадало 89,4 чоловіків;  на 100 жінок у віці від 18 років та старших — 89,1 чоловіків також старших 18 років.
Середній дохід на одне домашнє господарство  становив 52 263 долари США (медіана — 46 563), а середній дохід на одну сім'ю — 59 717 доларів (медіана — 52 000). За межею бідності перебувало 11,9 % осіб, у тому числі 18,3 % дітей у віці до 18 років та 13,6 % осіб у віці 65 років та старших.
Цивільне працевлаштоване населення становило 144 особи. Основні галузі зайнятості: освіта, охорона здоров'я та соціальна допомога — 32,6 %, роздрібна торгівля — 16,7 %, сільське господарство, лісництво, риболовля — 11,1 %, виробництво — 8,3 %.